# 陳公哲

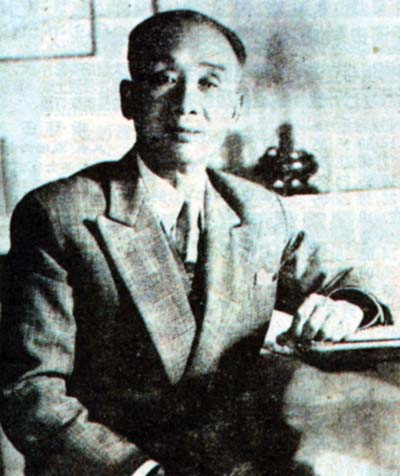
陈公哲

陈公哲（1890年—1961年），生於上海，祖籍廣東中山市，中國發明家、作家、考古學家、書法家與武術家，精武體育會創辦人。

## 生平
陈公哲在上海出生，祖籍广东香山茶园乡（今广东省中山市），父亲到上海经营“粤瑞祥”五金行。所以陈公哲在上海的广东会馆中也有威望。1890年，陰曆閏二月初四日申時出生於上海。1899年，10岁左右正式進入正規現代書館學習。後在上海宋真書館畢業。1904年，15岁参加健身球社，1907年开始经营商业，1909年冬，20岁的陳公哲響應同盟会会员陈其美提出短期内训练出有强健体魄，又有军事技能的青年計畫。開始組織精武体操学校，展開了霍元甲张园擂台比武事件。
1910年3月3日与姚蟾伯（江苏吴县人）、卢炜昌（中山人）在上海成立精武体育会。成为精武第一批学员，毕业于高级班。是精武會的核心领导，与卢炜昌、姚蟾伯有“精武三公司”之称。他把自己的私宅捐赠作精武会的新会所。期間曾就读于复旦大学，精摄影技术，拍摄了初期精武书籍的照片，并与程子培拍摄了精武体育会的电影记录片5卷。1913年，後继承父业。以后陆续自聘各科明师在家學習。1916年11月5日，孙中山先生亲自会见精武体育会的全体会员。孙中山曾于1916年精武会举办6周年纪念会时，应其邀请亲临祝贺。1918(民国7年)，编有《测光捷径》一书。在精武书刊中发表过数十篇文章。
1919年，精武体育会在上海举行成立十周年纪念活动时，孙中山先生亲筆题赠“尚武精神”匾额，并担任该会的名誉会长，还为该会特刊《精武本纪》撰写了序文。1922年到南洋推广国术。1923年，从章太炎学小学和书法。1927年(民国16年)，去南京政府任职。因感無法施展所長而離開政治圈子。陈公哲后迁居香港，潜心考古著书。中華民國的湖南省之長沙市的南正路之商務印書館曾在中華民國 27年（1933年）7月初版，陳公哲先生編撰的《香港指南》。1937－1945年，抗日战争爆发后，香港沦陷后迁回内地。戰後曾游历于多个省，并执教书法。
1953年，在香港自任精武总裁、访南洋各地。1957年，著有《精武50年武术发展史》，阐述了他与精武的关系，并应邀回国参加了全国武术观摩大会。1961年12月，陈公哲因脑溢血突发逝世于香港。

## 香港考古
陳公哲是首名在香港從事考古發掘的華人，亦是一位業餘的考古工作者。據他的自述，1936年當外交委員的陳氏於天津市得知日本侵華戰事爆發，遂南遷來港。在偶然機會下，翻閱香港大學出版的《自然科學界雜誌》 (Hong Kong Naturalist) 所載愛爾蘭耶穌會范達賢（芬戴禮）神父 Father Daniel Finn, S.J.《香港考古發現》之報告，不覺油然有趣。
他在《香港考古發掘及考古學家》一文敘述：「讀書之暇......因知有芬神父之考古事。再覓香港自然雜誌所載芬神父之《香港考古發現》，更知其詳，乃租艇往南丫島，探求芬神父所發掘之海灘故址，檢得陶片數件而歸，心尤未足，組隊再往，實行試探」。
1938年，陳氏以個人財力及友人資助購買一隻航船，偕同兒子及僱用女工十多人，沿香港海岸作考古發掘，即石澳、獅子山、掃稈笏、屯門、南丫島的榕樹灣和洪聖爺灣、鹿洲、大嶼山的東灣和沙岡背、龍鼓洲、沙洲，工作共八個月。其中在大嶼山東灣發掘時間最長，前後三次達25日，以沙崗背(即今石壁水塘下處東灣學校海灘一帶)發掘最多文物，其發掘報告刊於1957年考古學報第四期。
陳氏發掘時發現有石器（石斧、石刀、石珥、石鏃、石標、石錘、石銼等）、陶器（陶片、陶斧、陶壼、陶碗、陶盂、陶豬等）、銅器（銅鏃、銅銳、銅斧、銅鏡、銅環、銅錢等）、玉器（玉牙璋、玉斧、玉玦、玉珥等）、鐵器等，其中有漢代玉俑，唐代海馬葡鏡等，還有大部份史前的陶器，總數250多件，為歷來考古發掘最多的一批文物。據說這批文物曾於1940年由中國文化協會、廣東文物展覽會主辦，在香港大學馮平山圖書館展出。在展出期間，萬人空巷、盛況空前。可惜日寇佔領香港其後，據說這批寶貴文物大部份散失，不知所終。

## 主要貢獻
1. 從商周至明清各代均有遺物。
2. 從民族觀點：香港附近民族均是由中國大陸移殖而來。此外，陳氏在大嶼山石壁沙岡背發現一遠古的迴文石刻。

## 個人作品
陳氏博學多才，在東灣海旁留有一首石刻詩，抄錄如下：

石筍矗東灣，沈沙考玦環。

蘊藏多寶氣，攻錯借他山。

磨洗存千古，謳吟到百蠻。

前朝空悵望，提筆莽蒼間。